# Francis Montesinos
Francisco Montesinos Gil (Francis Montesinos) (Lliria, València, 12 de desembre del 1950) és un dissenyador de moda valencià.
Originari del valencià barri del Carme, es va iniciar en el món del disseny el 1969 i va estudiar interiorisme, disseny i moda a l'Escola d'Arts i Oficis de València.
El 1972 obrí una botiga de moda a València a partir d'un negoci familiar. Eixe mateix any comença a realitzar col·leccions de moda i a partir dels anys 80 es convertix en l'avantguarda dels dissenyadors espanyols en exportar les seues col·leccions. Es trasllada a Madrid on es troba amb la generació de creadors de la "moguda madrilenya".
La seua obra destaca per la modernitat i per la reinterpretació de les arrels espanyoles des del prisma de la moda. També ha dissenyat perfums, roba de llar i d'altres articles.

## Treballs en arts escèniques
- Vestuari per a l'estrena mundial d'El llac dels cignes pel Ballet Nacional de Cuba
- Vestuari per a la pel·lícula Matador, de Pedro Almodóvar.
- Vestuari per a l'obra teatral "Comedias Bárbaras", dirigida per Bigas Luna
- Disseny del vestuari per a "La danza de la vieja dama". Teatre Principal de Castelló.

## Reconeixements
- Aguja de Oro de la Moda (1985)
- Premi IMPIVA de la Generalitat Valenciana (1986)
- Premi de les Arts Escèniques al Millor Vestuari el 2001 pel seu treball en El llac dels Cignes
- Premi de la Crítica al millor vestuari pel treball al ballet "Gitano", d'Antonio Canales
- Medalla d'Oro al Mèrit en les Belles Arts, 2006
- Millor Col·lecció de Festa de la MFW (Miami fashion Week of the Americas), 2006